# Grand Prix moto d'Allemagne 2019
Le Grand Prix moto d'Allemagne 2019 est la 9e manche du championnat du monde de vitesse moto 2019.
Cette 83e édition du Grand Prix moto d'Allemagne s'est déroulé du 5 au 7 juillet sur le Sachsenring.